# Кодекс Грегориана
Кодекс Грегориана (лат. Codex Gregorianus) — самая ранняя кодификация императорских конституций, предпринятая в правление Диоклетиана неким Грегорием, или Грегорианом.
Конституции систематизированы в кодексе в хронологическом порядке и распределены на 14 книг. Этот Codex Gregorianus часто цитировался при позднейших римских императорах и, вероятно, вместе с последующими Codex Hermogenianus и Codex Theodosianus был положен в основу кодекса Юстиниана. Использован также в Collatio legum Mosaicarum et Romanarum.
Считалось, что текст кодекса Грегориана не сохранился до наших дней, однако в начале 2010 года английскими исследователями (Бенетом Салвеем и Саймоном Коркораном) было объявлено об обнаружении рукописи с фрагментами кодекса.